# Ruta Estatal de California 91
La Ruta Estatal 91, también conocida simplemente como La 91, es una autovía que transita de este a oeste localizada completamente en el Sur de California y abastece a varias regiones en el área metropolitana del Gran Los Ángeles. Especialmente, desde la Avenida Vermont en Gardena, justo al oeste de la intersección con el Harbor Freeway (Interstate 110), al este hacia Riverside en la intersección con las autovías de Pomona (Ruta Estatal 60 al oeste de la 91), Moreno Valley (Ruta Estatal 60 al este de la 91) y Escondido (I-215). La ruta es parte de Sistema de Autovías y Vías Expresas de California, y, desde que la sección oeste de la Avenida Vermont fue declasificada por el gobierno municipal, es completamente una autovía. La Ruta Estatal 91 es parte del Sistema de Carreteras Escénicas desde la SR 55 hacia el oeste de los límites de la ciudad de Anaheim, en la sección occidental de Santa Ana Canyon, y es elegible para el sistema sobre canyon hacia la I-15.
Aunque la Ruta Estatal 91 es una calle de este a oeste, obtuvo un número de ruta impar (en vez de ser una ruta par) de la U.S. 91 que pasaba a través de Inland Empire en dirección noroeste hasta llegar a Las Vegas, Salt Lake City, y otras localidades. Esos segmentos de la U.S. 91 ahora son paralelas, o han sido sustituida completamente por la Interestatal 15 (I-15).
El área del poste de mileaje de 10.4 a 11.1 es conocida como Juanita Millender-McDonald Highway.

## Intersecciones principales y lista de salidas
Nota: A excepción de los letreros con prefijos de una letra, los postes de mileajes fueron medidos en 1964, basados en la alineación que existía en ese tiempo, y no necesariamente reflejan el actual mileaje. Los números se inician en las fronteras de los condados; el inicio y los postes de los mileajes en los extremos en cada condado son dado en la columna de condado.
| Condado                      | Ubicación                    | mileaje        | #                                                                                   | Destinations                                                          | Notes |
| ---------------------------- | ---------------------------- | -------------- | ----------------------------------------------------------------------------------- | --------------------------------------------------------------------- | --- |
| Los Ángeles (LA 0.00-R20.74) | Hermosa Beach, Redondo Beach | 0.00           |                                                                                     | SR 1 (Pacific Coast Highway, Sepulveda Boulevard)                     | |
| Los Ángeles (LA 0.00-R20.74) | Lawndale                     | 2              |                                                                                     | I 405 norte / Redondo Beach Boulevard hacia Hawthorne Boulevard norte | Salida este y entrada oeste                                                                                          |
| Los Ángeles (LA 0.00-R20.74) | Redondo Beach                | 2              |                                                                                     | I 405 norte / Redondo Beach Boulevard hacia Hawthorne Boulevard norte | Salida este y entrada oeste                                                                                          |
| Los Ángeles (LA 0.00-R20.74) | 2.47                         |                | SR 107 (Hawthorne Boulevard)                                                        | No giro a la izquierda este                                           | |
| Los Ángeles (LA 0.00-R20.74) | 2.47                         | Torrance       | SR 107 (Hawthorne Boulevard)                                                        | No giro a la izquierda este                                           | |
| Los Ángeles (LA 0.00-R20.74) | 3.07                         |                | I 405 sur (San Diego Freeway) – Long Beach                                          | Salida este y entrada oeste                                           | |
| Los Ángeles (LA 0.00-R20.74) | 3.07                         |                | I 405 norte (San Diego Freeway) – Santa Mónica                                      | Salida este y entrada oeste                                           | |
| Los Ángeles (LA 0.00-R20.74) | Gardena                      | 6.01           |                                                                                     | Vermont Avenue                                                        | Actual extremo oeste de la SR 91                                                                                     |
| Los Ángeles (LA 0.00-R20.74) | Los Ángeles                  | 6.01           |                                                                                     | Vermont Avenue                                                        | Actual extremo oeste de la SR 91                                                                                     |
| Los Ángeles (LA 0.00-R20.74) | Extremo oeste de la autovía  |                |                                                                                     |                                                                       | |
| Los Ángeles (LA 0.00-R20.74) | R6.34                        | 6              | I 110 (Harbor Freeway) I 405 – San Pedro, Los Ángeles                               | Sin número de salida en el oeste                                      | |
| Los Ángeles (LA 0.00-R20.74) | Carson                       | R6.90          | 7A                                                                                  | Main Street                                                           | Sin entrada oeste |
| Los Ángeles (LA 0.00-R20.74) | Carson                       | R7.43          | 7B                                                                                  | Avalon Boulevard                                                      | |
| Los Ángeles (LA 0.00-R20.74) | Carson                       | R8.44          | 8                                                                                   | Central Avenue                                                        | |
| Los Ángeles (LA 0.00-R20.74) | Compton                      | R8.44          | 8                                                                                   | Central Avenue                                                        | |
| Los Ángeles (LA 0.00-R20.74) | R9.16                        | 9              | Wilmington Avenue                                                                   |                                                                       | |
| Los Ángeles (LA 0.00-R20.74) | R9.80                        | 10A            | Acacia Avenue                                                                       | Salida este y entrada oeste                                           | |
| Los Ángeles (LA 0.00-R20.74) | 10.27                        | 10B            | Alameda Street (SR 47) – Compton                                                    | Señalizada como salida 10 oeste                                       | |
| Los Ángeles (LA 0.00-R20.74) | 10.41                        | 10C            | Santa Fe Avenue                                                                     | Señalizada como salida 10 oeste                                       | |
| Los Ángeles (LA 0.00-R20.74) | Long Beach                   | R11.10         | 11                                                                                  | Long Beach Boulevard                                                  | |
| Los Ángeles (LA 0.00-R20.74) | Long Beach                   | R11.68         | 12A                                                                                 | I 710 (Long Beach Freeway) – Long Beach, Pasadena                     | Señalizadas como salidas 12A (sur) y 12B (norte) este                                                                |
| Los Ángeles (LA 0.00-R20.74) | Long Beach                   | R12.09         | 12B                                                                                 | Atlantic Avenue                                                       | Señalizada como salida 12C este; antigua SR 15                                                                       |
| Los Ángeles (LA 0.00-R20.74) | Long Beach                   | R13.09         | 13                                                                                  | Cherry Avenue                                                         | |
| Los Ángeles (LA 0.00-R20.74) | Long Beach                   | R13.59         | 14A                                                                                 | Paramount Boulevard                                                   | |
| Los Ángeles (LA 0.00-R20.74) | Long Beach                   | R14.10         | 14B                                                                                 | Downey Avenue                                                         | |
| Los Ángeles (LA 0.00-R20.74) | Bellflower                   | R14.10         | 14B                                                                                 | Downey Avenue                                                         | |
| Los Ángeles (LA 0.00-R20.74) | R14.62                       | 15A            | SR 19 (Lakewood Boulevard)                                                          | Señalizada como salida 15 este                                        | |
| Los Ángeles (LA 0.00-R20.74) | R15.11                       | 15B            | Clark Avenue                                                                        | Salida este y entrada oeste                                           | |
| Los Ángeles (LA 0.00-R20.74) | R15.61                       | 16             | Bellflower Boulevard – Bellflower                                                   | Antigua Ruta Legislativa 169                                          | |
| Los Ángeles (LA 0.00-R20.74) | Cerritos                     | R16.94         | 17                                                                                  | I 605 (San Gabriel River Freeway)                                     | Señalizada como salida 17B oeste                                                                                     |
| Los Ángeles (LA 0.00-R20.74) | Cerritos                     | R17.09         | 17A                                                                                 | Studebaker Road                                                       | Salida este y entrada oeste                                                                                          |
| Los Ángeles (LA 0.00-R20.74) | Artesia                      | R18.09         | 18                                                                                  | Pioneer Boulevard – Artesia                                           | Antigua SR 35 |
| Los Ángeles (LA 0.00-R20.74) | Cerritos                     | R18.65         | 19A                                                                                 | Norwalk Boulevard                                                     | |
| Los Ángeles (LA 0.00-R20.74) | Cerritos                     | R19.17- R19.43 | 19B                                                                                 | Artesia Boulevard, Bloomfield Avenue                                  | Sin entrada este |
| Los Ángeles (LA 0.00-R20.74) | Cerritos                     | R19.81         | 19C                                                                                 | Shoemaker Avenue                                                      | Salida y entrada este                                                                                                |
| Los Ángeles (LA 0.00-R20.74) | Cerritos                     | R20.45         | 20                                                                                  | Carmenita Road                                                        | Sin entrada este |
| Orange (ORA R0.00-R18.91)    | La Palma                     | R0.49- R0.85   | 21                                                                                  | Orangethorpe Avenue, Valley View Street                               | Señalizada como salida 22 oeste                                                                                      |
| Orange (ORA R0.00-R18.91)    | Buena Park                   | R0.49- R0.85   | 21                                                                                  | Orangethorpe Avenue, Valley View Street                               | Señalizada como salida 22 oeste                                                                                      |
| Orange (ORA R0.00-R18.91)    | R1.84                        | 23A            | Knott Avenue                                                                        |                                                                       | |
| Orange (ORA R0.00-R18.91)    | R2.62                        | 23B            | SR 39 (Beach Boulevard) – Buena Park                                                |                                                                       | |
| Orange (ORA R0.00-R18.91)    | Anaheim, Fullerton           | R3.64          | 24                                                                                  | I 5 sur (Santa Ana Freeway) – Santa Ana                               | Salida este y entrada oeste                                                                                          |
| Orange (ORA R0.00-R18.91)    | Anaheim, Fullerton           | R3.64          | 24                                                                                  | I 5 norte (Santa Ana Freeway) – Los Ángeles                           | Salida este y entrada oeste                                                                                          |
| Orange (ORA R0.00-R18.91)    | Anaheim, Fullerton           | R3.85          | 23C                                                                                 | Magnolia Avenue, Orangethorpe Avenue                                  | La Salida este es parte de la salida 24                                                                              |
| Orange (ORA R0.00-R18.91)    | Anaheim, Fullerton           | 1.23           | 26                                                                                  | Brookhurst Street                                                     | |
| Orange (ORA R0.00-R18.91)    | Anaheim, Fullerton           | 2.23           | 27                                                                                  | Euclid Street                                                         | |
| Orange (ORA R0.00-R18.91)    | Anaheim, Fullerton           | 3.26- 3.51     | 28                                                                                  | Harbor Boulevard, Lemon Street, Anaheim Boulevard                     | Antigua SR 72 |
| Orange (ORA R0.00-R18.91)    | Anaheim                      | 4.26           | 29                                                                                  | East Street, Raymond Avenue                                           | |
| Orange (ORA R0.00-R18.91)    | Anaheim                      | 5.26           | 30A                                                                                 | State College Boulevard                                               | Señalizada como la salida 30 westbound; sin salida oeste desde la SR 91 HOV carril intercambio oeste; antigua SR 250 |
| Orange (ORA R0.00-R18.91)    | Anaheim                      | 6.12           | 30B                                                                                 | SR 57 (Orange Freeway) – Santa Ana, Pomona                            | Señalizada como la salida 31 oeste                                                                                   |
| Orange (ORA R0.00-R18.91)    | Anaheim                      | 7.36           | 31                                                                                  | Kraemer Boulevard, Glassell Street                                    | Señalizada como la salida 32 oeste                                                                                   |
| Orange (ORA R0.00-R18.91)    | Anaheim                      | 8.40           | 33                                                                                  | Tustin Avenue                                                         | |
| Orange (ORA R0.00-R18.91)    | Anaheim                      | R9.19          | 34                                                                                  | SR 55 sur (Costa Mesa Freeway) – Newport Beach                        | Salida izquierda oeste                                                                                               |
| Orange (ORA R0.00-R18.91)    | Anaheim                      |                |                                                                                     | 91 Express Lanes                                                      | Salida izquierda este y entrada izquierda oeste                                                                      |
| Orange (ORA R0.00-R18.91)    | Anaheim                      | R10.09         | 35                                                                                  | Lakeview Avenue                                                       | |
| Orange (ORA R0.00-R18.91)    | Anaheim                      | R11.54         | 36                                                                                  | SR 90 (Imperial Highway)                                              | |
| Orange (ORA R0.00-R18.91)    | Anaheim                      | R14.43         | 39                                                                                  | Weir Canyon Road, Yorba Linda Boulevard                               | |
| Orange (ORA R0.00-R18.91)    | Yorba Linda                  | R14.43         | 39                                                                                  | Weir Canyon Road, Yorba Linda Boulevard                               | |
| Orange (ORA R0.00-R18.91)    | R15.93                       | 40             | SR 241 sur (Eastern Toll Road) – Irvine                                             | Señalizada como la salida 41B oeste                                   | |
| Orange (ORA R0.00-R18.91)    | R16.40                       | 41             | Gypsum Canyon Road                                                                  | Señalizada como la salida 41A oeste                                   | |
| Orange (ORA R0.00-R18.91)    |                              | R17.95         | 42                                                                                  | Coal Canyon Road                                                      | Cerrada desde el 2003 por razones medio ambientales                                                                  |
| Orange (ORA R0.00-R18.91)    |                              |                |                                                                                     | 91 Express Lanes                                                      | Salida izquierda oeste y entrada izquierda este                                                                      |
| Riverside (RIV R0.00-21.66)  |                              |                |                                                                                     | 91 Express Lanes                                                      | Salida izquierda oeste y entrada izquierda este                                                                      |
|                              | R1.03                        | 44             | Green River Road                                                                    |                                                                       | |
| Corona                       | R2.09                        | 45             | SR 71 norte (Chino Valley Freeway) – Chino, Ontario, Pomona                         |                                                                       | |
| Corona                       | R3.71                        | 47             | Serfas Club Drive, Auto Center Drive                                                |                                                                       | |
| Corona                       | 4.16                         | 48             | 6th Street, Maple Street                                                            |                                                                       | |
| Corona                       | 5.38                         | 49A            | Lincoln Avenue                                                                      | Señalizada como la salida 49 oeste                                    | |
| Corona                       | 6.02                         | 49B            | Grand Boulevard                                                                     | Salida este y entrada oeste                                           | |
| Corona                       | 6.34                         | 50             | Main Street                                                                         | Antigua SR 31/SR 71                                                   | |
| Corona                       | 7.45                         | 51             | I 15 (Ontario Freeway) – Barstow, Ontario, San Diego                                |                                                                       | |
| Corona                       | 9.18                         | 53             | McKinley Street                                                                     | Señalizada como las salidas 53A (sur) and 53B (norte) oeste           | |
| Riverside                    | 10.81                        | 54             | Pierce Street                                                                       | Salida este y entrada oeste                                           | |
| Riverside                    | 11.10                        | 55A            | Magnolia Avenue                                                                     |                                                                       | |
| Riverside                    | 11.99                        | 55B            | La Sierra Avenue                                                                    |                                                                       | |
| Riverside                    | 13.04                        | 56             | Tyler Street                                                                        |                                                                       | |
| Riverside                    | 14.08                        | 58             | Van Buren Boulevard – Arlington                                                     |                                                                       | |
| Riverside                    | 15.63                        | 59             | Adams Street, Auto Center Drive                                                     |                                                                       | |
| Riverside                    | 16.65                        | 60             | Madison Street                                                                      |                                                                       | |
| Riverside                    | 17.82                        | 61             | Arlington Avenue                                                                    |                                                                       | |
| Riverside                    | 18.41                        | 62             | Central Avenue – Magnolia Center                                                    |                                                                       | |
| Riverside                    | 20.00                        | 63             | 14th Street                                                                         |                                                                       | |
| Riverside                    | 20.45- 20.53                 | 64             | University Avenue, Mission Inn Avenue – Downtown Riverside                          | Antigua US 60/US 395                                                  | |
| Riverside                    | 21.47                        | 65A            | Spruce Street, Poplar Street                                                        | Salida este y entrada oeste                                           | |
| Riverside                    | 21.66                        | 65B            | I 215 sur (Escondido Freeway) SR 60 este (Moreno Valley Freeway) – San Diego, Indio | Salida este y entrada oeste                                           | |
| Riverside                    | 21.66                        | 65C            | SR 60 oeste (Pomona Freeway) – Pomona, Los Ángeles                                  | Salida este y entrada oeste                                           | |
| Riverside                    | 21.66                        |                | I 215 norte (Riverside Freeway) – San Bernardino                                    | Salida este y entrada oeste                                           | |